# Logan Lucky
Pour plus de détails, voir Fiche technique et Distribution.
Logan Lucky ou Le Destin des Logan au Québec est un film américain réalisé par Steven Soderbergh, sorti en 2017. Ce film marque le retour du réalisateur au long métrage de cinéma après Effets secondaires (2013).
Le film est un succès, reçoit d'excellentes critiques, tout en récoltant 48 millions de dollars de recettes dans le monde.

## Synopsis
Ancienne gloire locale de football américain, Jimmy Logan vit désormais de petits boulots en petits boulots dans le comté de Boone en Virginie-Occidentale. Ce grand fan de John Denver est divorcé de Bobbie Jo et s'occupe dès qu'il peut de leur fille Sadie. Cette dernière participe à des concours de beauté pour enfants. Jimmy est engagé sur un chantier en Caroline du Nord, sur le circuit Charlotte Motor Speedway. Salarié volontaire, il est cependant licencié en raison d'une blessure non déclarée au genou. Très remonté et sans un sou, il convainc son frère Clyde, ancien soldat en Irak et amputé d'un bras, de commettre le braquage de la chambre forte du circuit, équipée de tubes pneumatiques. Pour mener à bien leur plan, ils s'associent au spécialiste des chambres fortes Joe Bang, pourtant incarcéré à Monroe. Ce dernier exige que ses deux frères, Fish et Sam, soient aussi de la partie. Les frères Logan peuvent aussi compter sur leur sœur, Mellie, qui tient un salon de coiffure. Cette petite équipe va donc commettre ce braquage sur la légendaire course de NASCAR Coca-Cola 600, durant le Memorial Day,,.
Clyde défonce un magasin avec une voiture afin de se faire emprisonner au même endroit que Joe Bang. Puis celui-ci s'arrange pour se faire admettre à l'infirmerie de la prison. Au même moment, des complices déclenchent une mutinerie dans la cafétéria, ce qui permet aux deux acolytes de s'évader discrètement, en se glissant dans un caisson qu'ils accrochent sous un véhicule. Ils rejoignent Jimmy, Mellie et les deux frères de Joe. Mellie a laissé Sadie qui se prépare pour participer à un concours de chant pour enfants.
Suivant un plan très précis, les quatre hommes se retrouvent dans les sous-sols du circuit automobile, à l'endroit où passent des tubes pneumatiques qui acheminent l'argent des paris vers la chambre forte. Joe prépare un explosif avec quelques produits chimiques et le glisse dans un tube pneumatique. L'explosion, qui ne réussit pas du premier coup, dégage une fumée qui, remontant par les tubes, alerte le personnel de l'établissement. Deux gardes de sécurité sont envoyés dans les sous-sols. Les quatre hommes branchent un aspirateur industriel sur un tube pneumatique et commencent ainsi à récupérer l'argent stocké dans la chambre forte, qu'ils stockent dans des sacs poubelles. Les deux frères de Joe chargent une série de sacs sur un véhicule, croisent les deux gardes qui n'y comprennent rien, mais se retrouvent bloqués contre une grille à la sortie du bâtiment. Jimmy finit par les rejoindre et parvient à ouvrir la grille. Comme il est trop tard pour récupérer le reste de l'argent, ils conviennent de tous s'échapper.
Joe et Clyde reviennent en prison en se faisant passer pour des pompiers, appelés à cause d'un début d'incendie causé par leurs complices dans la cafétéria de la prison. Leur absence n'a pas été remarquée. Jimmy va assister au spectacle de sa fille ; celle-ci, au lieu de chanter comme prévu Umbrella de Rihanna, émeut la salle entière en entonnant Take Me Home, Country Roads, de John Denver, hymne de la Virginie-Occidentale, que son père aime particulièrement. Plus tard, Jimmy va abandonner l'argent dans un camion sur un parking. On apprend qu'un appel anonyme a révélé l'emplacement de l'argent.
Joe Bang, abasourdi, quitte la prison quelques mois après, sa peine purgée. Revenant chez lui, il découvre une pelle devant sa porte et décide de creuser au pied d'un arbre où il avait autrefois enfoui un butin, qui lui avait ensuite été volé : il y découvre cette fois un sac d'argent provenant du circuit automobile. Pendant ce temps, deux inspecteurs du FBI tentent de comprendre ce qui s'est passé et soupçonnent très vite la famille Logan, sans pouvoir rassembler de preuves. Ils apprennent qu'une partie de l'argent n'a pas été retrouvée. Un flashback révèle alors que Jimmy a piégé la grille située à la sortie du circuit afin de faire croire à Joe et à ses frères qu'ils laissaient une partie de l'argent derrière eux, alors que, avec l'aide de Mellie et de Clyde, il envoyait cette partie du butin dans une décharge municipale où il allait plus tard le récupérer.
À la fin du générique, une inscription indique : « Ceci est une fiction. Personne n'a été volé lors de la réalisation de ce film. Sauf vous. »

## Fiche technique
Sauf indication contraire, les informations mentionnées dans cette section peuvent être confirmées par la base de données cinématographiques IMDb,  présente dans la section « Liens externes ».
- Titre original et français : Logan Lucky
- Titre québécois : Le Destin des Logan[4]
- Réalisation : Steven Soderbergh
- Scénario : Rebecca Blunt
- Musique : David Holmes
- Direction artistique : Eric R. Johnson et Rob Simons
- Décors : Howard Cummings
- Costumes : Ellen Mirojnick
- Photographie : Steven Soderbergh (crédité sous le nom de Peter Andrews)
- Montage : Steven Soderbergh (crédité sous le nom de Mary Ann Bernard)
- Production : Reid Carolin, Gregory Jacobs et Mark Johnson

Producteur délégué : Zane Stoddard
Coproducteur : Matt Summers
- Sociétés de production : Free Association et Trans-Radial Pictures
- Sociétés de distribution : ARP Sélection (France), Fingerprint Releasing / Bleecker Street (États-Unis)
- Budget : 29 millions de dollars[6]
- Pays de production :  États-Unis
- Langue originale : anglais
- Format : couleur
- Genre : comédie, film de casse
- Durée : 119 minutes
- Dates de sortie [7] :
  - États-Unis, Canada : 18 août 2017
  - France : 25 octobre 2017

## Distribution
- Channing Tatum (VF : Axel Kiener ; VQ : Frédérik Zacharek) : Jimmy Logan
- Adam Driver (VF : Arnaud Léonard ; VQ : Martin Watier) : Clyde Logan
- Daniel Craig (VF : Jochen Haegele ; VQ : Louis-Philippe Dandenault) : Joe Bang
- Riley Keough (VF : Marie Tirmont ; VQ : Catherine Brunet) : Mellie Logan
- Katie Holmes (VF : Alexandra Garijo ; VQ : Aline Pinsonneault) : Bobbie Jo Chapman
- Farrah Mackenzie (VF : India Coenen ; VQ : Elia St-Pierre) : Sadie Logan
- Seth MacFarlane (VF : Jérémie Covillault ; VQ : Tristan Harvey) : Max Chilblain
- Sebastian Stan (VF : Gauthier Battoue) : Dayton White
- Katherine Waterston (VF : Claire Guyot ; VQ : Éveline Gélinas) : Sylvia Harrison
- Dwight Yoakam (VF : Tony Joudrier ; VQ : Frédéric Desager) : Warden Burns
- Jack Quaid (VF : Antoine Schoumsky) : Fish Bang
- Brian Gleeson (VF : Damien Witecka) : Sam Bang
- Hilary Swank (VF : Julie Dumas ; VQ : Camille Cyr-Desmarais) : agent spécial Sarah Grayson
- David Denman (VF : Luc Boulad ; VQ : Patrick Chouinard) : Moody
- Macon Blair (VF : Didier Cherbuy) : agent spécial Brad Noonan
- Jim O'Heir (VF : Achille Orsoni ; VQ : Sylvain Hétu) : Cal
- Brandon Ray Olive (VF : Laurent Morteau) : le manager général

Caméos
- Carl Edwards et Kyle Busch : des patrouilleurs d’État de Virginie-Occidentale
- Brad Keselowski et Joey Logano : les agents de sécurité
- Kyle Larson : un conducteur de limousine
- Ryan Blaney : un livreur
- LeAnn Rimes : elle-même
- Mike Joy (VF : Philippe Catoire) : lui-même

 Source et légende : version française (VF) sur RS Doublage
 Source et légende : version québécoise (VQ) sur Doublage.qc.ca

## Production

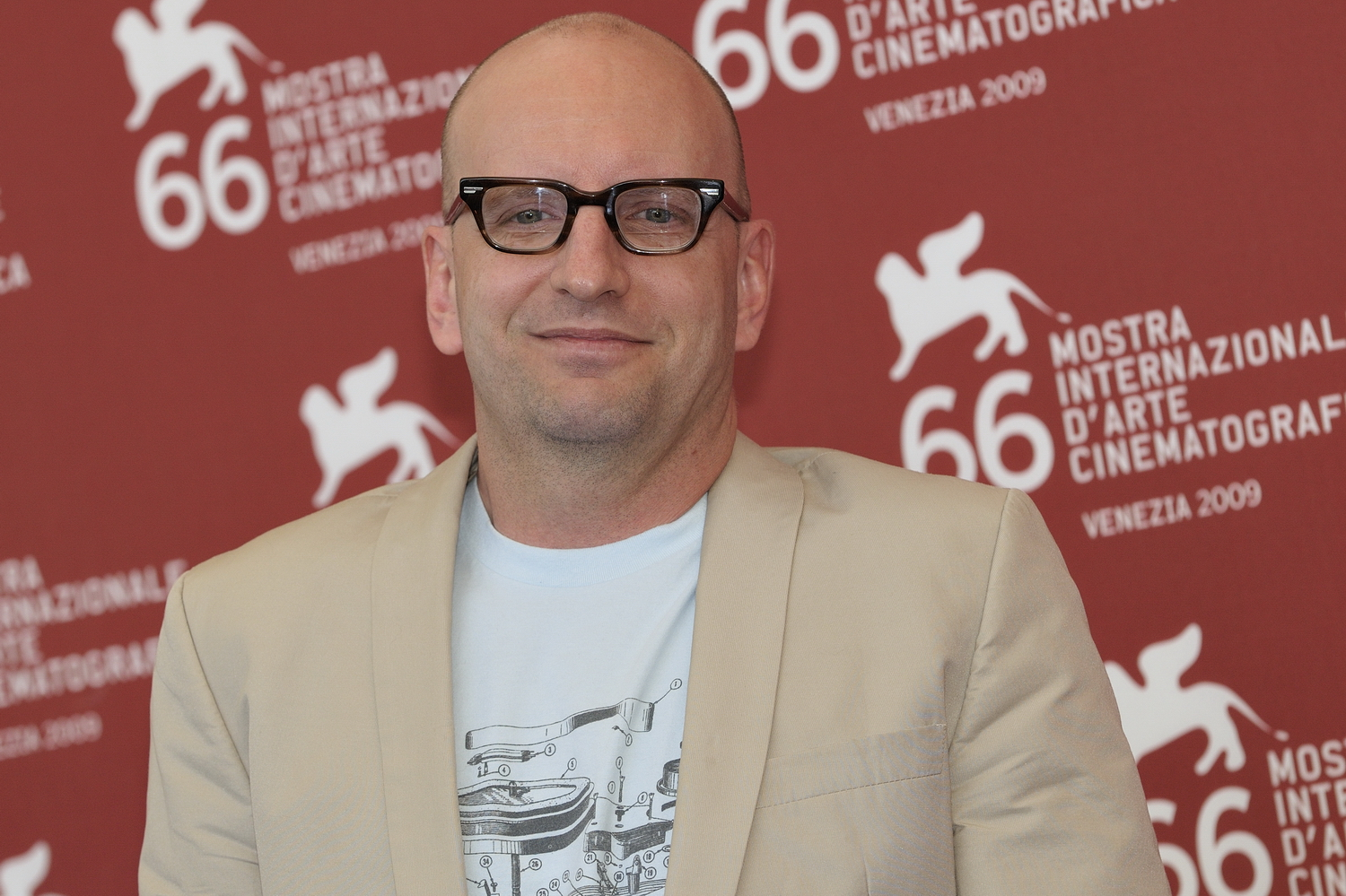
Steven Soderbergh, ici en 2009

### Genèse et développement
En février 2016, il est annoncé que Steven Soderbergh devrait sortir de sa retraite du cinéma, annoncée en 2013, pour mettre en scène Logan Lucky. Le scénario a été donné à Steven Soderbergh par sa femme Jules Asner. Il est écrit par Rebecca Blunt, une amie du couple, qui voulait un avis sur son travail, comme le raconte le réalisateur :

« Elle voulait que je lui conseille un réalisateur à qui proposer ce qu’elle avait écrit. J’ai vraiment aimé ce que j’ai lu et, au fil des jours, je me suis dit qu’en fait, je n’avais pas envie que qui que ce soit d’autre réalise ce film, parce que je voyais très précisément ce que je pourrais en faire. C’est une sorte de frère de Ocean’s Eleven, mais un frère inversé, car dans Logan Lucky les héros n’ont pas d’argent et aucune technologie. Ils vivent dans des conditions économiques très difficiles, et quelques sacs poubelle remplis de billets suffiraient à transformer leur vie. J’aimais aussi le fait que, lorsque le film commence, ce ne sont pas des délinquants. Contrairement à la bande de « Ocean », Jimmy Logan et les autres doivent apprendre le boulot, et je trouvais ça marrant. Donc, l’histoire m’a paru à la fois proche et suffisamment différente pour me donner envie. »

— Steven Soderbergh
La scénariste déclare par ailleurs : « Comme il avait réalisé des films de casse, je me suis dit qu’il aurait des conseils avisés à me donner, mais pour moi, il s’était définitivement retiré du cinéma. Imaginez ma surprise quand il m’a dit qu’il voulait le mettre en scène ».
Toutefois, l'existence de Rebecca Blunt est incertaine. Le nom Rebecca Blunt serait un pseudonyme, notamment selon The Hollywood Reporter, de Steven Soderbergh lui-même, de son épouse Jules Asner ou bien leur ami John Henson,.
Le film est développé en indépendant, sans l’aide d'un studio. Il est ainsi distribué aux États-Unis par une toute nouvelle société créée par Steven Soderbergh, Fingerprint Releasing, en association avec Bleeker Street. Le réalisateur explique : « Sur le plan de la technologie, grâce au numérique, il est désormais possible pour une petite structure de faire une sortie très large d’un film, sans avoir besoin de l’implication d’un grand studio. Et c’est alors que je m’interrogeais sur ces changements dans le métier de la distribution que le scénario de Logan Lucky m’est tombé dessus ».

### Attribution des rôles
|                                                                        |  |  |
| Les acteurs Channing Tatum et Adam Driver partagent l'affiche du film. |  |  |

Dès l'annonce du projet, la présence Channing Tatum est évoquée. Ce film marque la 4e collaboration avec le réalisateur après Piégée (2012), Magic Mike (2012) et Effets secondaires (2013).
En mai 2016, Adam Driver et Riley Keough (qui a déjà tourné avec Steven Soderbergh pour Magic Mike) rejoignent la distribution alors que Seth MacFarlane est en négociations ; Michael Shannon, initialement prévu pour remplacer Matt Damon, doit quitter le projet pour des incompatibilités d'emploi du temps. Quelques jours plus tard, Daniel Craig et Katherine Heigl se joignent également au projet. Daniel Craig pourrait, selon certaines rumeurs, reprendre le rôle initialement écrit pour Michael Shannon.
Plus tard, les noms de Hilary Swank, Katherine Waterston et Jack Quaid sont confirmés au casting.
En août 2016, Brian Gleeson, fils de l'acteur Brendan Gleeson et frère de Domhnall Gleeson, se joint au casting. Il y jouera le rôle du jeune frère des personnages joués par Daniel Craig et Jack Quaid. Sebastian Stan rejoint ensuite la distribution.
En novembre 2016, Katherine Heigl se retire du projet en raison de sa grossesse. C'est donc Katie Holmes qui reprend son rôle.
Six pilotes de NASCAR font un caméo dans le film : Carl Edwards et Kyle Busch sont des patrouilleurs d’État de Virginie-Occidentale, Brad Keselowski et Joey Logano sont des agents de sécurité, Kyle Larson un conducteur de limousine alors que Ryan Blaney est un livreur.

### Tournage
Le tournage débute le 24 août 2016 pour une durée de 35 jours,,. Il a lieu notamment à Douglasville et dans le comté de Clayton dans l'État de Géorgie. L'équipe tourne notamment sur les circuits NASCAR Charlotte Motor Speedway et Atlanta Motor Speedway.

## Bande originale
La musique du film est composée par David Holmes, déjà l’œuvre sur d'autres précédents films du réalisateur : Hors d'atteinte (1998), la trilogie Ocean's (2001-2007) et Piégée (2012).
Steven Soderbergh explique son approche musicale pour ce film : « En dehors de la chanson de John Denver, qui joue un rôle dans l’intrigue, je déteste que la musique soit tellement reconnaissable qu’elle nous sorte du film. [...] Il fallait des morceaux existants qui ne soient pas trop flamboyants ou sophistiqués. David a trouvé toutes les chansons qu’on entend dans le film, puis il a composé le reste. Le tout donne une B.O très fluide ». La chanteuse de musique country LeAnn Rimes interprète la chanson America the Beautiful.
| 1.  | Road Runner                                  | Bo Diddley                     | 2:46 |
| 2.  | Some Days Are Diamonds (Some Days Are Stone) | John Denver                    | 3:59 |
| 3.  | News Background A                            | Sammy Burdson                  | 2:30 |
| 4.  | Bottle Up and Go                             | Mile Ends                      | 2:12 |
| 5.  | The Name of The Game                         | Thomas A. Edison Electric Band | 2:31 |
| 6.  | 3744 James Road                              | The Groundhogs                 | 7:18 |
| 7.  | Revolt of the Dyke Brigade                   | John Fahey                     | 3:00 |
| 8.  | America the Beautiful                        | LeAnn Rimes                    | 1:14 |
| 9.  | Storm Warning                                | Dr. John                       |      |
| 10. | Down Man                                     | Brainbox                       | 2:35 |
| 11. | Original Score Medley                        | David Holmes                   | 3:58 |
| 12. | Flashing Lights                              | Lord Sutch                     | 3:12 |
| 13. | We Do Wie Du                                 | The Monks                      | 2:10 |
| 14. | Get Your Baby                                | Mark & the Escorts (en)        | 2:20 |
| 15. | Fortunate Son                                | Creedence Clearwater Revival   | 2:17 |
| 16. | Take Me Home, Country Roads                  | Farrah Mackenzie               | 3:04 |

## Sortie

### Critique
Le film reçoit des critiques plutôt positives. Sur l'agrégateur américain Rotten Tomatoes, le film est crédité de 93% d'opinions favorables pour 215 critiques, avec une note moyenne de 7,5⁄10. Sur Metacritic, le film obtient une moyenne de 78⁄100, pour 51 critiques.
En France, l'accueil critique est plutôt positif. Le site Allociné recense une moyenne des critiques presse de 3,7⁄5, pour 30 titres de presse. Du côté des avis favorables, on peut notamment lire dans Cinemateaser « Logan Lucky aligne les répliques hilarantes et les situations gênantes pour éplucher les préjugés, déjouer les archétypes et parvenir au cœur de ses protagonistes. [...] Soderbergh fait ainsi lentement infuser l’émotion. » Caroline Vié de 20 minutes revient sur la « retraite présumée » du réalisateur « C’est en forme que Steven Soderbergh revient sur grand écran avec [...] un polar qui porte sa patte. » Sur le site Critikat.com, Damien Bonelli écrit notamment « Logan Lucky s’emploie avec bonheur à redorer le blason de prolétaires lessivés que le rêve américain a effleurés avant de disparaître à jamais ». Dans Écran Large, Alexis Vielle décrit le film comme « Coloré, rythmé, faisant la part belle à des acteurs au top de leur forme » et ajoute que « Steven Soderbergh accouche d'une œuvre à l'efficacité redoutable ». Jean Serroy du Dauphiné libéré écrit quant à lui « Un film de braquage au scénario constamment inventif et surprenant, mené bon train par un casting haut de gamme, une réalisation virtuose et une distance ironique qui rend le tout particulièrement jouissif ». Dans L'Obs, Nicolas Schaller le compare à un précédent film du réalisateur « si Ocean's Eleven était un tube pop et étincelant, Logan Lucky s'apparente à une longue et touchante chanson folk, où le bon sens de la classe ouvrière triomphe de la bêtise de l'Amérique de Trump ».
Certaines critiques sont plus partagées, comme celle du magazine Première (« Malgré le sentiment de déjà vu, Soderbergh filme ici certaines scènes avec l’énergie d’un affamé ») ou celle de Télé Loisirs (« il lui manque le rythme et l'humour auxquels nous a habitués Steven Soderbergh par le passé »). Bernard Achour de VSD voit le film comme une « comédie policière, pas désagréable mais totalement anecdotique ». Julien Dugois du site aVoir-aLire.com
est quant à lui bien plus négatif : « Logan Lucky ne sait pas sur quel pied danser pour la simple et bonne raison que son écriture et sa mise en scène semblent tout du long en parfaite contradiction. Le résultat est inévitablement un film bancal, trop peu drôle pour être une bonne comédie et trop mal rythmé pour être un thriller percutant. » Dans les Cahiers du cinéma, Nicholas Elliott écrit notamment « Si on sent bien que Soderbergh veut rompre avec les clichés sur cette Amérique mal aimée, on peut aussi et surtout s’étonner de son propos un rien darwiniste ».

### Box-office
Le film sort aux États-Unis et au Canada en août 2017, ainsi que dans certains pays comme la Nouvelle-Zélande, la Norvège ou les Pays-Bas. En France, il ne sort qu'en octobre 2017 et en novembre en Belgique.
Il est un succès, reçoit d'excellentes critiques, tout en récoltant 48 millions de dollars de recettes dans le monde.
| Pays ou région    | Box-office      | Date d'arrêt du box-office | Nombre de semaines |
| ----------------- | --------------- | -------------------------- | ------------------ |
| France            | 155 376 entrées | 26 décembre 2017           | 9                  |
| États-Unis Canada | 27 780 977 $    | 9 novembre 2017            | 12                 |
| Total mondial     | 47 570 583 $    | -                          | -                  |